# Тјана
Тјана (итал. Tiana) је насеље у Италији у округу Нуоро, региону Сардинија.
Према процени из 2011. у насељу је живело 521 становника. Насеље се налази на надморској висини од 561 м.

## Становништво
Према резултатима пописа становништва 2011. у општини је живело 521 становника.
| 1931. | 1936. | 1951. | 1961. | 1971. | 1981. | 1991. | 2001. | 2011. |
| ----- | ----- | ----- | ----- | ----- | ----- | ----- | ----- | ----- |
| 721   | 781   | 845   | 938   | 709   | 695   | 626   | 584   | 521   |